# ヘルマン・ブルゴス
ヘルマン・アドリアン・ラモン・ブルゴス（ Germán Adriman Ramón Burgos, 1969年4月16日 - ）は、アルゼンチン・マル・デル・プラタ出身の元同国代表サッカー選手、現サッカー指導者、ミュージシャン。現役時代のポジションはゴールキーパー。

## 経歴
ルイス・アラゴネス監督とは信頼関係で結ばれており、RCDマヨルカ、アトレティコ・マドリードとアラゴネス子飼の選手であった。
1995年5月31日のペルー戦でアルゼンチン代表デビューした。以後は常にカルロス・ロアと守護神争いを繰り広げる。安定感の無さから、1998年のフランスワールドカップでは最終的に、大会の正ゴールキーパーの座をロアに奪われ。2002年の日韓ワールドカップでは正ゴールキーパーから落選してしまう。2002-03シーズン途中には腎臓に癌が見つかり、摘出手術をする。しかし、それ以降プレーは低迷し、2003-04シーズン終了後、「サッカーに対する情熱を失った。バンド活動に専念する」とブルゴスらしいコメントを残して引退表明をした。2005年よりバンド活動のほか、アトレティコのカンテラの指導も兼ねている。
アトレティコにディエゴ・シメオネ監督が就任した2011年からはアシスタントコーチとして監督の補佐をしており、主にセットプレーの指導において功績を挙げている。
2020-21シーズン開幕前に指導者として独り立ちすることを決意し、2021年3月にニューウェルズ・オールドボーイズの監督に就任した。しかし、1シーズンと持たずに解任され、続くアリス・テッサロニキでも短命に終わった。

## エピソード
- 長髪に赤いキャップを被り、長いジャージにソックスを重ねて履く。観客が彼のニックネームを馬鹿にするつもりで投げたバナナを食べたこともある。試合中に脱臼しても、鼻血を出しても、気合でプレーする。
- ハビエル・サビオラの愛称コネホ（うさぎ）の名付け親。
- サッカー選手ながら、母国アルゼンチンでは、炎のロックンローラーとして知られ、ロックバンドでリーダーとボーカルを務める。
- 愛煙家だったが、癌の摘出手術以降は禁煙を広める活動をしている。
- 争いごとを嫌う平和主義者でもある。

## 所属クラブ
- フェロカリル・オエステ 1989-1994
- CAリーベル・プレート 1994-1999
- RCDマヨルカ 1999-2001
- アトレティコ・マドリード 2001-2004

## 代表歴

### 出場大会
- アルゼンチン代表
  - 1998 FIFAワールドカップ
  - 2002 FIFAワールドカップ

### 試合数
- 国際Aマッチ 34試合 0得点（1995年-2002年）[1]

| アルゼンチン代表 | 国際Aマッチ | 国際Aマッチ |
| 年               | 出場        | 得点        |
| ---------------- | ----------- | ----------- |
| 1995             | 4           | 0           |
| 1996             | 2           | 0           |
| 1997             | 0           | 0           |
| 1998             | 7           | 0           |
| 1999             | 10          | 0           |
| 2000             | 3           | 0           |
| 2001             | 7           | 0           |
| 2002             | 1           | 0           |
| 通算             | 34          | 0           |

## ディスコグラフィー
- Jaque al rey (1999)
- Fasolera de tribunas (2000)
- Líneas calientes (2002)
- Abismos (2005)